# Monolistra radjai
Monolistra radjai är en kräftdjursart som beskrevs av Prevorcnik och Boris Sket 2007. Monolistra radjai ingår i släktet Monolistra och familjen klotkräftor. Inga underarter finns listade i Catalogue of Life.